# Grand Puba

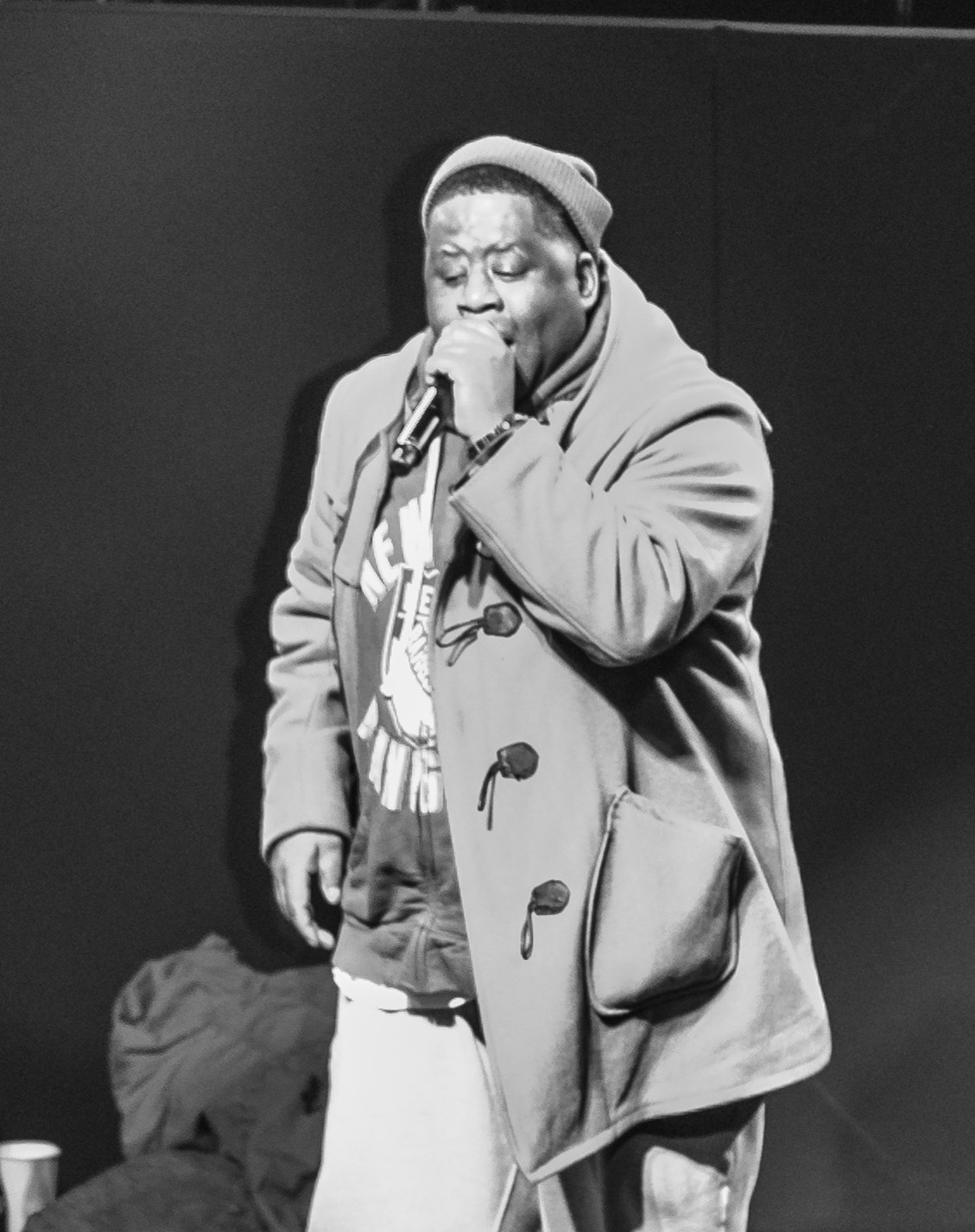
Grand Puba (2014)

Grand Puba (* 4. März 1966 in New Rochelle, New York; bürgerlich Maxwell Dixon) ist ein US-amerikanischer Rapper. Er war Mitglied der Masters Of Ceremony und ist Teil der Gruppe Brand Nubian, deren Frontmann er bei deren ersten, vierten und fünften Album war. Seine Texte zeugen oft von seinem Glauben an die Nation of Islam.

## Werdegang
Grand Pubas Karriere im Musikgeschäft begann für ihn als Mitglied der Masters Of Ceremony. Diese veröffentlichten 1988 ihr Album Dynamite, trennten sich jedoch noch im selben Jahr. Grand Puba wurde nun Mitglied und Frontmann von Brand Nubian. Diese Gruppe verließ er jedoch nach deren Debüt von 1990, um eine Solokarriere anzustreben. Als Resultat erschien 1992 das Album Reel To Reel, aus dem seine erfolgreichste Single 360 Degrees (What Goes Around), sowie Check It Out featuring Mary J. Blige ausgekoppelt wurden. 3 Jahre später folgte sein zweites Album 2000, bevor er sich wieder mit Brand Nubian zusammenschloss. Ein weiteres Soloalbum erschien schließlich 2001 mit Understand This.

## Diskografie

### Alben
- 1992: Reel To Reel
- 1995: 2000
- 2001: Understand This
- 2009: Retro Active
- 2016: Black From The Future

### Singles
- 1992: 360 Degrees (What Goes Around)
- 1992: Check It Out
- 1993: Ya Know How It Goes
- 1995: A Little Of This
- 1995: I Like It (I Wanna Be Where You Are)
- 2000: Up & Down